# Laaber
Pour les articles homonymes, voir Laaber (homonymie).
Laaber est une commune de Bavière (Allemagne), située dans l'arrondissement de Ratisbonne, dans le district du Haut-Palatinat.